# プリム (フリゲート)
|          |                                                                  |                                                                  |
| 艦歴     |                                                                  |                                                                  |
| 起工     | 1942年8月1日                                                     | 1942年8月1日                                                     |
| 進水     | 1943年2月4日                                                     | 1943年2月4日                                                     |
| 就役     | 1943年5月16日                                                    | 1943年5月16日                                                    |
| その後   | 1952年10月3日、核実験「ハリケーン作戦」で破壊                    | 1952年10月3日、核実験「ハリケーン作戦」で破壊                    |
| 性能諸元 |                                                                  |                                                                  |
| 排水量   | 基準                                                             | 1,370トン                                                        |
| 排水量   | 満載                                                             | 1,830トン                                                        |
| 全長     | 301 ft 3 in （91.8 m）                                           | 301 ft 3 in （91.8 m）                                           |
| 全幅     | 36 ft 6 in （11.1 m）                                            | 36 ft 6 in （11.1 m）                                            |
| 吃水     | 13 ft （4 m）（満載）                                            | 13 ft （4 m）（満載）                                            |
| 機関     | アドミラルティ3胴式水管缶 ×2 3段膨張式往復蒸気機関 5500馬力、2軸 | アドミラルティ3胴式水管缶 ×2 3段膨張式往復蒸気機関 5500馬力、2軸 |
| 最大速力 | 20ノット                                                         | 20ノット                                                         |
| 航続力   | 7,500カイリ（15ノット）                                          | 7,500カイリ（15ノット）                                          |
| 乗員     | 140人                                                            | 140人                                                            |
| 兵装     | 102 mm速射砲                                                     | 1門                                                              |
| 兵装     | 20 mm機関砲                                                      | 10門（最大）                                                     |
| 兵装     | ヘッジホッグ                                                     | 1基                                                              |
| 兵装     | 爆雷                                                             | 150発（最大）                                                    |

プリム (HMS Plym, K271) はイギリスのリバー級フリゲート。
1943年から1952年までイギリス海軍に就役していた。ペナント・ナンバーはK271。イギリス最初の核実験のプラットフォームとして使用された。

## 建造
イギリス海軍のリバー級フリゲートのグループIIの1隻として、スミス・ドック社サウス・バンク・オン・テスで建造された。起工は1942年8月1日、進水は1943年2月4日、就役は1943年5月16日であった。
艦名はイングランド、デヴォン州のプリマスにおいてイギリス海峡に注ぐプリム川の名に基づくものである。

## 戦歴
第二次世界大戦においては主に大西洋における船団護衛に従事した。
1943年には僚艦バン（K256）、テヴィオット（K222）、トレント（K243）とともに、ビルマ方面に重要な増援を運ぶ輸送船団WS-33の対潜護衛を行いつつ、10月9日に南アフリカに到着した。

## ハリケーン作戦
プリムは核実験「ハリケーン作戦」におけるイギリス最初の核爆発プラットフォームとして使われた。この実験では25キロトン原爆が使用され、1952年10月3日の現地時間9時30分の数秒前、西オーストラリア州、モンテベロ諸島にあるトリムイユ（Trimouille）島から約400メートルの地点で爆発した。この爆発により、プリムはわずかな破片を残して一瞬のうちに蒸発した。
核実験のデータ収集は、爆発が地面に立てられた塔の上か、または海面で行われることによって単純化されるが、この爆発は核兵器が船に隠されてイギリスの港へ持ち込まれる場合の影響をシミュレーションするために、プリムの艦内で行われた。当時、それは現実的にありうることと考えられていた。